# Мальта на літніх Олімпійських іграх 2024
Мальта брала участь у літніх Олімпійських іграх 2024 в Парижі, які тривали з 26 липня по 11 серпня 2024 року.

## Спортсмени
Мальту на Олімпійських іграх 2024 року представляли 5 спортсменів — 3 чоловіків і 2 жінок.
У легкій атлетиці країну на іграх представляв один спринтер. На змаганнях з бігу на 100 метрів серед чоловіків Беппе Грілло з результатом 10,69 с  посів 5-те місце в попередньому забігу, та не пройшов до наступного етапу.
Уперше з 2008 року Мальта отримала можливість заявити одного дзюдоїста на Олімпійські іграх. Катріна Еспозіто кваліфікувалася на змагання завдяки розподілу універсальних квот. На турнірі в категорії до 48 кг серед жінок Еспозіто в першому раунді програла монгольській спортсменці Бавуудоржийн Баасанкхую з рахунком 0-10, та вибула з подальшої боротьби.
Мальта отримала одне місце на змаганнях зі стрільби на літніх Олімпійських іграх 2024 на основі розподілу універсальних квот. На змаганнях у трапу серед чоловіків Джанлука Кеткуті у кваліфікацій з результатом 116 очок зайняв 29-те місце, та не потрапив до фіналу.
У плаванні Мальту представляли 2 спортсменів, чоловік та жінка. У плаванні на 50 метрів вільним стилем серед чоловіків Кайл Мікаллеф у попередньому запливі показав лише загальний 41-ий час із результатом 22,89 сек, та не потрапив до фінального запливу. У плаванні на 1500 метрів вільним стилем серед жінок Саша Гатт з часом 17:00,54 зайняла 16-те місце у попередньому запливі, та також не потрапила до фіналу.